# Tour generación RBD en vivo
Tour generación RBD en vivo è il primo album dal vivo del gruppo musicale pop messicano RBD, pubblicato nel 2005.

## Tracce
1. Rebelde — 3:59
2. Otro día que va — 3:30
3. Medley 1: Me he enamorado de un fan/No sé si es amor/Ámame hasta con los dientes/Rayo rebelde/Baile del sapo/Me vale — 13:24
4. Enséñame — 3:33
5. Futuro ex-novio — 3:00
6. A rabiar — 3:13
7. Una canción — 3:41
8. Medley 2: Cuando baja la marea/Te quiero/Verano peligroso/Devuélveme a mi Chica/La chica del bikini azul/Viviendo de noche/De música ligera/Es mejor así — 15:34
9. Fuego — 3:03
10. Sálvame — 3:47
11. Tenerte y quererte — 3:23
12. Un poco de tu amor — 4:42
13. Solo quédate en silencio — 3:43
14. Rebelde (Cumbia Version) — 3:54

## Formazione
- Anahí
- Dulce María
- Alfonso Herrera
- Maite Perroni
- Christian Chávez
- Christopher Uckermann